# روبرت مسن
روبرت مسن (دانمارکی: Robert Madsen; ۱۳ دسامبر ۱۸۸۲ – ۲۴ سپتامبر ۱۹۵۴) ژیمناست هنری اهل دانمارک بود.